# Williamnagar
Williamnagar là một thành phố và là nơi đặt ban đô thị (municipal board) của quận East Garo Hills thuộc bang Meghalaya, Ấn Độ.

## Nhân khẩu
Theo điều tra dân số năm 2001 của Ấn Độ, Williamnagar có dân số 18.251 người. Phái nam chiếm 52% tổng số dân và phái nữ chiếm 48%. Williamnagar có tỷ lệ 67% biết đọc biết viết, cao hơn tỷ lệ trung bình toàn quốc là 59,5%: tỷ lệ cho phái nam là 71%, và tỷ lệ cho phái nữ là 64%. Tại Williamnagar, 18% dân số nhỏ hơn 6 tuổi.